# Мартиросян, Флора Арташесовна
Флора Арташесовна Мартиросян (арм. Ֆլորա Արտաշեսի Մարտիրոսյան; 5 февраля 1957, Ленинакан — 20 ноября 2012, Лос-Анджелес) — советская, армянская певица и продюсер, Народная артистка Армении (2011).

## Биография
Родилась 5 февраля 1957 г, в Ленинакане. Её отец был профессиональным спортсменом, мать- домохозяйкой. В семье было 4 ребёнка — 2 мальчика и 2 девочки, Флора была самым младшим ребёнком.
Вокальные данные унаследовала от матери. Параллельно со школой окончила музыкальную школу Гюмри имени Армена Тиграняна. В 1973 году начала выступать по Республиканскому телевидению и радио. Окончила Ереванскую государственную консерваторию.
В 1978 году стала лауреатом международного фестиваля в Гамбурге (ФРГ). Песня Ашуга Ашота «Цовастхикс» в исполнении Флоры Мартиросян 15 лет подряд была признана лучшей песней года. Певица выступала с гастролями в более чем 60 странах мира. Исполнила эпизодическую роль в телефильме «Полёт начинается с земли» (1980).
В 1987 году Флора Мартиросян вышла замуж за журналиста Грагата Геворкяна и в 1991 году вместе с семьей уехала в США. В 1997 году вернулась на родину и продолжила музыкальную карьеру.
С 1997 по 2001 гг возглавляет музыкальную школу им. Армена Тиграняна.
В 2001 году в связи с назначением мужа уезжает в Лос-Анджелес. В 2002 в США основывает музыкальную академию имени Комитаса.
В 2007 году основывает благотворительную организацию «Artists for peace», членами которой стали всемирно известные люди, голливудские звезды. Целью этой организации было объединиться силой искусства и сказать «Нет!» отрицанию Геноцида армян и других преступлений против человечества, а также призвать международное сообщество к миру.
1 ноября 2011 года в концертном зале «Гибсон» состоялся первый концерт, в котором приняли участие Стиви Уандер, Чака Хан, Эрик Беннет и другие звёзды. Во время концерта Флоре Мартиросян была вручена специальная почётная грамота конгрессмена США Бреда Шермана за особые и неоценимые заслуги перед армянской общиной и её искусство, пропагандирующее мир во всём мире.
Умерла 20 ноября 2012 года в Лос Анджелесе (США). Похоронена в Ереване.

## Дискография
- 1994 — «Морская звезда» (арм. Ծով աստղիկ)
- 1998 — «Имеет возврат» (арм. Ունի վերադարձ)
- 2002 — «Остановить караван» (арм. Կանգնիր քարավան)
- 2002 — «Келе Лао»
- 2003 — «У меня есть мечта» (арм. Երազ տեսա)
- 2005 — «Мой метод» (арм. Իմ ուղին)
- 2007 — «Мы» (арм. Մենք)
- 2007 — «Сияющая звезда» (арм. Փայլող աստղ)